# Montana
 For alternative betydninger, se Montana (flertydig). (Se også artikler, som begynder med Montana)
Montana er en delstat i den nordvestlige del af USA. Den er USAs 4. største i areal. Alaska, Texas og Californien er større. Den grænser mod North Dakota i øst, South Dakota i sydøst, Wyoming i syd, Idaho i vest og mod Canada i nord. Delstaten er kendt for sin smukke natur. Der bor omkring 1.084.225(2020) mennesker i Montana, hvis hovedstad hedder Helena.

## Historie

### De indfødte

#### Området befolkes
Senest år 5.500 f.Kr. levede de første mennesker i det sydvestlige Montana.:114  De var nomadiske indianere, som ernærede sig ved jagt af bison og andre dyr samt ved høst af vilde planter. Årtusinder senere udførte andre indfødte folk den tidligste klippekunst i Montana.:8 

#### De indfødte i 1800-tallet
De indfødte stammer anerkendt af USA i området er crow, assiniboine, gros ventre, blackfoot, flathead (salish), kutenai (kootenai), upper pend d’oreille, pend d’oreille, arikara, mandan, hidatsa og endelig lakota med to små arealer i det sydøstligste hjørne. (Se kortet med stammernes territorier). Før Montana blev en stat var området en udstrakt slagmark, hvor krigsgrupper regelmæssigt gik ud mod fjendtlige nabostammer med både enkeltvise drab og indianermassakrer til følge.
De indfødtes relationer til de hvide varierede. Crow -,:9  gros ventre -,:67  assiniboine -:lvii  og hidatsa stammen:54  har aldrig ligget i krig med USA. De første årtier af 1800-tallet angreb blackfoot krigere flere pelsjægere.:17  I 1870 stod major Baker i spidsen for en massakre på en venligsindet blackfoot lejr.
De mest omtalte indianerkrige i Montana stod mellem den amerikanske hær og indianere, der oprindeligt ikke havde noget tilhørsforhold til staten, nemlig cheyennerne og lakotaerne. (Se kortet over Montana med indfødte territorier anerkendt af USA). Slaget ved Little Bighorn i 1876, hvor George Armstrong Custers kavaleriregiment led et markant nederlag, stod på en del af prærien, som begge stammer 25 år tidligere havde anerkendt var fjenderne i crow stammens indianerland.
I maj og juni 1889 prøvede først en blood blackfoot krigsgruppe og derpå en gruppe yanktonai siouxer fra Fort Peck reservatet forgæves at tage heste i crow reservatet. Det var de sidste udslag af de gamle fjendskaber mellem indianerne indbyrdes i Montana.:191 

#### Syv reservater i Montana
Der er syv indianerreservater i Montana: Blackfeet Reservation (blackfoot), Crow Reservation (crow), Flathead Reservation (flathead og kutenai), Fort Belknap Reservation (gros ventre og assiniboine), Fort Peck Reservation (assiniboine og sioux) og Northern Cheyenne Reservation (northern cheyenne).:7  Rocky Boy's Reservation (chippewa cree) blev dannet som det sidste i 1916.:12 

### Andre folkeslag kommer til

#### Lewis og Clark ekspeditionen
Den amerikanske Lewis og Clark ekspedition krydsede gennem området i 1805 på vejen til Stillehavet. Lewis og Clark var de første til at foretage officielle optegnelser om store dele af området. De sejlede op ad floderne, og især Missouri-floden var af stor betydning for ekspeditionen.
På vejen tilbage gennem Montana i sommeren 1806 ledte nez percé vejvisere ekspeditionen til en 1.000 år gammel og over 120 kilometer lang, indfødt sti, der hjalp mændene videre ned på prærien fra Rocky Mountains højder.
I ekspeditionens kølvand ankom fulgte hurtigt pelsjægere og pelsopkøbere og årtier senere bl.a. missionærer, militæret, gennemrejsende, guldgravere og bosættere.

#### 1807-1850
Den første handelsstation var Fort Raymond (Fort Lisa, Fort Manuel Lisa) bygget af Manuel Lisa og John Colter i 1807 for Missouri Fur Company. Fortet lå ved Bighorn Rivers udløb i Yellowstone River:31  i crow territoriet.:54  (Se kortet med handelsstationer i Montana). Handelen mellem pelshandlerne og indianerne i Montana gik forholdsvis fredeligt for sig, men den medførte en kraftig nedgang i bison-bestanden i tidens løb.
David Thompson fra det canadiske North West Company byggede Kootenai Post I i det nordvestligste Montana det samme år. Han udforskede dele af dette hjørne af Montana ikke gennemrejst og beskrevet af Lewis og Clark ekspeditionen.:35 
Maximilian zu Wied og Karl Bodmer skildrede i ord og billeder Montanas landskaber samt nogle af de lokale stammer i 1833.
I harmoni med flathead folkets ønsker byggede den belgiske jesuit missionær Pierre-Jean De Smet og hans lille følge kirken St. Mary’s Mission i Bitterroot Valley i flathead territoriet i det vestligste Montana i 1841.:23 

#### 1850-1900
1852: Francois Finlay gjorde områdets første og kun beskedne guldfund ved Gold Creek, 10 km vest for Garrison.:103 
De første militære bygninger i Montana stod i Bitterroot Valley nord for Hamilton i 1853 og fik navnet Cantonment Stevens.:107  Brugt i forbindelse med opmålingen af den knap 700 kilometer lange Mullan Military Wagon Road (Mullan Road), der fra 1859 gik vestpå fra Fort Benton, Montana, via Hell Gate passet til Fort Walla Walla i Washington.:32 
Den første hjuldamper, Chippewa, kom midtvejs ind i Montana i 1859, da den nåede 10 kilometer højere op ad Missouri River end udløbet af Marias River.:23 
Flere hjuldampere, nu med guldgravere ombord, sejlede så langt op ad Missouri River som muligt efter betydelige guldfund ved Bannack i 1862.:2  Ad forskellige eksisterende landruter søgte andre til Montanas guldholdige bjergområder fra både øst og vest.:32  Den nye Bozeman Trail var brugbar fra 1864.:158  Øvrige guldfund skete ved Virginia City (1863), Helena (1864) og Diamond City (1865).:36 
1864: Montana territoriet oprettedes den 26. maj.:38 
Den 30. januar 1865 kom Montana territoriet ind under den netop etablerede Military Division of the Missouri.:1 
Det første regulære militære fort i Montana, Fort C. F. Smith, stod klar sidst i 1866.:40  Bygget hvor immigrant-ruten Bozeman Trail krydsede Bighorn River via et naturligt vadested:164  i crow stammens område som fastlagt i Fort Laramie traktaten (1851).
Ved første folkeoptælling i 1870 var der 20.595 ikke-indianere i Montana. Ti år senere var antallet fordoblet til 39.159,:785  og i 1890 levede der 142.924 ikke-indianere i Montana. Både kinesere, sorte og japanere var repræsenteret:792  samt indvandrere fra en række europæiske lande.:791 
Allersidst i 1881 var skinnerne til Utah and Northern Railroad lagt, og jernbanen endte ved Butte, Montana. Den 8. september 1883 mødtes Northern Pacific Railroad sporlæggerne fra vest og øst i Garrison, og den transkontinentale toglinje var en realitet.:41 
Med indianerne samlet i reservater udnyttede Montanas ranchejere ”the open range” som store græsgange for kvæg i 1870erne og 1880erne. Tilsammen havde de 600.000 stykker kvæg til en værdi af ca. 21 millioner dollars gående frit omkring på prærien i 1884.:315 
De sidste årtier op til århundredeskiftet var territoriet præget af vidt forgrenede magtkampe mellem de tre ”Copper Kings”, William A. Clark, Marcus Daly og F. Augustus Heinze, der hver skabte en formue på deres kobberminer i Butte.:119  I slutningen af 1800-tallet blev kobberindustrien nemlig meget betydningsfuld, fordi dette metal var efterspurgt under den industrielle revolution.
1889: Montana blev anerkendt som den 41. stat i USA den 8. november 1889. Flere stemte på Helena som den nye stats hovedstad end på Anaconda.:42 

### 1900 og frem
Montana blev ramt af alvorlig tørke mellem 1917 og 1923, hvilket førte til, at ca. 65.000 flyttede væk fra delstaten og sendte økonomien ud i en økonomisk krise. Montana blev derfor ramt relativt mindre af den store depression i USA i 1930'erne, og forholdene blev noget forbedret af New Deal-programmerne.
De militære flybaser ved Malmstrom og Glasgow blev bygget under 2. verdenskrig og i begyndelsen af den kolde krig, og flere våbensiloer blev også placeret i delstaten. I 1970'erne førte energikrisen til en forøgelse af Montanas kul- olie- og naturgasproduktion. Faldende energipriser og tørke i 1980'erne og 1990'erne førte igen til en nedgang i Montanas produktion.

## Politik
På føderalt niveau har Montana to pladser i Senatet og en plads i Repræsentanternes Hus. Delstatens lovgivende forsamling består af et senat på 50 medlemmer og et hus på 100 medlemmer.
Montana regnes normalt som en ret konservativ delstat med restriktioner på alkohol og en tendens til at støtte republikanske kandidater ved valg. George W. Bush vandt delstaten med klar margin både i 2000 og 2004. Imidlertid har demokraterne vundet en del valg i Montana. Pladsen i Repræsentanternes Hus er republikansk, men senatsdelegationen består af pr. Januar 2021 af en demokrat og en republikaner. Republikanerne har flertallet af pladserne i det lokale parlament. Guvernøren er Steve Bullock fra demokraterne.

## Geografi
Montana er mest kendt for sin flotte natur, og bjergkæden Rocky Mountains går igennem den vestlige del af delstaten. Høje og forholdsvis tørre sletter dominerer i det østlige Montana. En stor del af Montanas landskab er præget af tidligere gletsjere, som har dannet brede u-formede dale og ændret vandløbene. Missouri-floden har sit udspring i Montana ved Three Forks.
Montana er opdelt i 56 counties.
Adskillige indianerreservater findes i Montana: Fort Peck Indian Reservation, Fort Belknap Indian Reservation, Northern Cheyenne Indian Reservation, Crow Indian Reservation, Rocky Boy's Indian Reservation, Blackfeet Indian Reservation, og the Flathead Indian Reservation.
- Montanas geografi
- Mount Cleveland
- Lake McDonald
- Heavens Peak
- Saint Mary Lake

## Økonomi
Landbrugserhvervet er stort i Montana, og især er kvægdrift og kornproduktion store erhverv. Også mineindustri, skovbrug og handel er vigtige sektorer. Jagt og fiskeri er meget store erhverv i Montana og er en del af en stor turismeindustri, som bringer ca. 1.8 millioner turister til staten hvert år. De to nationalparker Glacier og Yellowstone er også med til at trække mange mennesker til delstaten hvert år.

## Demografi
Montana har ingen virkelig store byer, den største er Billings med ca. 90.000 indbyggere. De fleste byer af en vis størrelse ligger i bjergene i vest. Montana har en af de laveste befolkningstætheder i USA.
Befolkningstallet er 1. juli 2007 skønnet til 957.861. Over 90% af indbyggerne er hvide, mens oprindelige amerikanere udgør den største minoritetsgruppe.